# Abbaye de Fabas
L’abbaye de Fabas, aussi appelée abbaye de (la) Lumière-Dieu ou Lum-Dieu, est une abbaye cistercienne féminine autrefois située à Fabas, dans le Comminges (aujourd'hui dans le département de la Haute-Garonne). La vie monastique s'y est maintenue du XIIe siècle à la Révolution française.

## Histoire
L'abbaye a été fondée au XIIe siècle, sans doute à l'initiative de l'archevêque d'Auch Guillaume II d'Andozile de Montaut, du comte de Comminges et de l'évêque de Comminges, sur les rives du Touch. En 1207, le comte de Comminges Bernard IV donne la terre de Fabas à l'abbaye, qui accueille sa fille Mascarosa ou Mascarose. L'église abbatiale, dédiée à saint Bernard, de style gothique, est consacrée en 1231 par l'évêque de Comminges Grimoard Ier et l'archevêque d'Auch Amanieu Ier. L'abbaye exerce certains droits seigneuriaux sur une partie des communes actuelles de Saint-André (Montdésert à la fin du Moyen-Âge), Lussan et Saint-Pé d'Arès (aujourd'hui Fabas). Fabas fonde les abbayes de l'Oraison-Dieu, à Muret, et en 1353, l'abbaye de l'Abondance-Dieu ou des Salenques, aux Bordes-sur-Arize (aujourd'hui dans l'Ariège). 
Anglèze de Sagazan, la voyante de Notre-Dame-de-Garaison, y entre comme religieuse en 1543 et y meurt en 1589 ; elle dit continuer à y recevoir des apparitions, que le vicaire général du diocèse de Lombez juge réelles. À l'époque moderne, le monastère accueille de nombreuses femmes issues des familles de la noblesse de Gascogne, du Comminges et du Languedoc (de Benque, de Mun de Polastron, de Foix, d'Antin, de Terride, de Montant-Bénac...). 
L'abbaye est supprimée en 1790, pendant la Révolution française, en même temps que plusieurs autres abbayes et couvents de la région, dont l'abbaye de la Bénisson-Dieu de Boulogne-sur-Gesse et l'abbaye de Bonnefont. Les bâtiments du monastère et ses métairies sont vendus comme bien national. Ils sont complètement détruits au cours des décennies qui suivent ; ne subsistent aujourd'hui que quelques éléments architecturaux, dont une clef de voûte en pierre avec sa rosace.  
Les archives de l'abbaye sont conservées aux archives départementales de la Haute-Garonne.
Les armoiries de l'abbaye étaient « d'argent à une Vierge entourée de deux flambeaux d'azur, avec cette légende : Lumen Dei »

## Filiation et dépendances
Fabas est fille de l'abbaye de Tart

## Liste des abbesses
La liste des abbesses de Fabas n'est pas connue dans son intégralité, et les documents d'archives disponibles présentent de nombreuses contradictions. Il est possible qu'à l'époque moderne, une abbesse commendataire non acceptée par la communauté et une abbesse élue par la communauté aient coexisté. 
- Wilhelma ou Guillaumette (v. 1156)
- Petrona ou Peyronne ou Pétronille (v. 1207)
- Angelica ou Anglessa (au moins de 1215 à 1244)
- Comtors (ou Comtesse) de Benque (morte le 2 octobre 1299), abbesse de 1270 à 1299[14]
- Rubea de Comminges (morte en 1309), fille du comte Bernard VI de Comminges
- Rose ou Comitissa de Arpello ou de Aspello
- Candors de Monts ou de Montibus (citée en 1353)
- Marianne de Samouilhan (meurt en 1480)
- Marie de Lordat (meurt en 1500)
- Jeanne de Baissas (meurt en 1527)
- Anne de Benque (démissionne de sa charge en 1539)
- Brune Jeanne de Mauléon (nommée en 1539)
- Catherine de Terride de Lomagne, ou de Comminges (abbesse en 1557)
- Marguerite de Biran, dite de Goha (abbesse en 1573)
- Jeanne de Polastron de Lahillière (morte en 1574)
- Jeanne de Benque (brevet du 4 octobre 1574, vivante en 1597[15])
- Anne II de Noé
- Catherine III de Château-Verdun de Rissac
- Claire de Noé
- Marguerite de Bertier (1675-1704)
- Marie III de Cabreroles de Villespassans (1705-1718 ou 1719)
- Marie-Magdelaine de Boissière (1719-1772)
- Catherine de Bastard d'Aubaise (jusqu'en 1791)